# Давід Берцеш
Давід Берцеш (угор. Bérczes Dávid; нар. 14 січня 1990, Бурос) – угорський шахіст, гросмейстер від 2008 року.

## Шахова кар'єра
Починаючи з 1998 року неодноразово представляв Угорщину на чемпіонатах світу та Європи в різних вікових категоріях, а також на командній першості Європи до 18 років, у якій виграв чотири медалі: золоту (2007) і срібну (2008) в командному заліку, а також золоту (2008) і бронзову (2003) в особистому заліку, а також на олімпійських іграх серед юніорів (до 16 років) 2004 року. завоювавши срібну медаль.
Гросмейстерську норми виконав у Будапешті (2005), Стокгольмі (2006/2007 та 2007/2008) та Білі (2008). Досягнув низки успіхів у регулярних турнірах First Saturday в Будапешті, зокрема в роках: 2002 (FS02 FM-A 1–ше місце і FS03 FM-A – поділив 1-ше місце), 2003 (FS02-ЇМ-І – 1-ше місце), 2005 (FS05 GM – поділив 1-ше місце разом з Костянтином Чернишовим, FS08 GM – поділив 1-місце разом зі Златко Ілінчичом і Віктором Ердошом і FS11 GM – поділив 1-ше місце разом з Андреєм Мураріу) і 2008 (FS09 GM – поділив 1-ше місце разом з Драганом Косичем). До інших його успіхів в міжнародних турнірах належать:
- поділив 1-ше місце в Араді (2005, разом із зокрема, Аліном Арделяну),
- поділив 1-ше місце в Залакароші (2006, разом з Віктором Ердошом, Дьюлою Саксом і Ласло Гондою),
- поділив 1-ше місце в Ла-Пальмі (2007, разом з Міхалом Месарошом),
- поділив 1-ше місце Стокгольмі (2007/08, турнір Кубок Рілтона, разом із зокрема, Радославом Войташеком, Пією Крамлінг, Євгеном Аґрестом, Кайдо Кюлаотсом, Васіліосом Котроніасом і Томі Нюбаком),
- поділив 3-тє місце в Вінтертурі (2008, позаду Девіда Гауелла і Акселя Бахманна, разом з Крікором Мехітаряном і Андре Діамантом),
- поділив 1-ше місце у Залакароші (2010, разом з Тамашем Фодором),
- поділив 1-ше місце в Сотроні (2010, разом з Гжегожом Гаєвським, Дьюлою Папом і Віталієм Козяком),
- посів 2-ге місце в Будапешті (2010, турнір FS04 GM, позаду Ласло Гонди),
- поділив 2-ге місце в Дрездені (2011, позаду Євгеном Воробйовим, разом із, зокрема, Левом Гутманом і Семом Шенкландом).

Примітка: Список успіхів неповним (доповнити від 2011 року).
Найвищий рейтинг Ело в кар'єрі мав станом на 1 листопада 2011 року, досягнувши 2560 пунктів займав тоді 12-те місце серед угорських шахістів.

## Зміни рейтингу
| На цьому місці має відображатися графік чи діаграма, однак з технічних причин його відображення наразі вимкнено. Будь ласка, не видаляйте код, який викликає це повідомлення. Розробники вже працюють для того, щоби відновити штатне функціонування цього графіка або діаграми. | |
| | На цьому місці має відображатися графік чи діаграма, однак з технічних причин його відображення наразі вимкнено. Будь ласка, не видаляйте код, який викликає це повідомлення. Розробники вже працюють для того, щоби відновити штатне функціонування цього графіка або діаграми. |

## Зовнішні посилання
- Особова картка Давіда Берцеша на сайті ФІДЕ
- Партії Давіда Берцеша в базі Chessgames
- Особова картка Давіда Берцеша на сайті 365chess.com